# SS Heimwehr Danzig

Bandeira do SS Heimwehr Danzig

O SS Heimwehr "Danzig" foi uma unidade SS estabelecida na Cidade Livre de Danzig (hoje Gdańsk e arredores, na Polônia) antes da Segunda Guerra Mundial. Lutou com o exército alemão contra o exército polonês durante a invasão da Polônia, e alguns de seus membros cometeram um massacre de civis poloneses. Depois disso, tornou-se parte da 3ª Divisão SS Totenkopf e deixou de existir como unidade independente.
Também conhecido como Heimwehr Danzig (Defesa Interna de Danzig), foi oficialmente estabelecido em 20 de junho de 1939, quando o senado de Danzig sob Albert Forster decidiu estabelecer sua própria força armada; um quadro desta nova unidade formou principalmente o Danzig SS Wachsturmbann "Eimann" (Unidade de Vigilância de Assalto SS de Danzig "Eimann").

## História
Reichsführer-SS Heinrich Himmler apoiou este projeto e enviou o SS-Obersturmbannführer Hans Friedemann Götze para Danzig. Goetze era o comandante do III. Sturmbann (Batalhão) do 4º SS-Totenkopfstandarte "Ostmark", estabelecido em outubro de 1938 em Berlim-Adlersheim.
O III. Sturmbann foi fortalecido com a ajuda de forças de defesa antitanque (o Panzerabwehr-Lehrsturm do SS- Totenkopfstandarten), bem como cerca de 500 voluntários adicionais de Danzig que nomearam sua nova unidade SS Sturmbann "Goetze". Foi formado para conduzir ações policiais dentro e ao redor de Danzig. Os homens da SS de Danzig tinham sido membros de uma tropa especial da SS estabelecida em julho de 1939 - o Wachsturmbann "Eimann" - e no início de agosto esse autodenominado Sturmbann "Goetze" alcançou a península na foz do Vístula chamada Westerplatte de Danzig. Lá se escondeu em navios alemães, incluindo o navio de treinamento naval Schleswig-Holstein.
Os Volksdeutsche (alemães étnicos) em Danzig fundaram a Heimwehr Danzig (Milícia de Danzig) de 1.550 homens. 
Em 1º de setembro de 1939, tropas alemãs atacaram a Polônia. O Heimwehr Danzig participou sob o comando do exército alemão e no processo capturou o correio polonês depois de quinze horas; um evento sobre o qual Günter Grass dedicou um capítulo de seu romance O Tambor. Durante os ataques, as forças alemãs usaram carros blindados ADGZ, artilharia de 75mm e 105mm e lança-chamas contra as forças polonesas armadas com pistolas, fuzis, metralhadoras leves e granadas. O SS-Heimwehr Danzig participou do ataque ao Westerplatte de Danzig, e já era considerado parte da 3ª Divisão SS Totenkopf, então formada sob Theodor Eicke. Mais tarde, prestou serviços de guarda costeira em Danzig.
Em 8 de setembro, membros da SS Heimwehr Danzig mataram 33 civis poloneses na vila de Książki. Outras milícias também estiveram envolvidas em crimes de guerra perpetrados contra civis poloneses.
Em 30 de setembro de 1939, o Heimwehr tornou-se parte da 3ª Divisão SS Panzer Totenkopf, formando o quadro de seu regimento de artilharia.

### Comandantes
- SS-Obersturmbannführer Hans Friedemann Götze

### Formação de batalha
- Estado-maior militar (SS- Obersturmbannführer Hans Friedemann Goetze; III./4. SS-Totenkopfstandarte "Ostmark")
- I. Companhia de fuzileiros (SS-Hauptsturmführer Karl Thier; 2. SS-Totenkopfstandarte "Brandenburg")
- II. Companhia de fuzileiros (SS-Obersturmführer Willy Bredemeier; 2. SS-Totenkopfstandarte "Brandenburg")
- III. Companhia de fuzileiros (SS- Hauptsturmführer George Braun; 2. SS-Totenkopfstandarte "Brandenburg")
- IV. Companhia de fuzileiros (SS- Hauptsturmführer Erich Urbanietz; 3. Totenkopfstandarte "Thüringen")
- V. Companhia de fuzileiros (SS- Hauptsturmführer Otto Baier, 6. SS-Standarte da Allgemeine SS)
- 13. Companhia de infantaria (SS- Hauptsturmführer Walter Schulz; Stammabteilung 6 da Allgemeine SS)
- 14. Companhia de defesa anti-carro (SS-Hauptsturmführer Josef Steiner; SD escritório principal)
- 15. Companhia de defesa anti-carro (SS- Obersturmführer Otto Leiner; 10. Standarte da Allgemeine SS)

## O SS Wachsturmbann "Eimann"
O SS Wachsturmbann "Eimann" foi criado no início de junho de 1939 em Danzig pelo então SS- Sturmbannführer Kurt Eimann e foi considerado uma reserva armada do Danzig SS-Standarte 36. Foi usado também nas áreas de Volksdeutsche (alemães étnicos) da voivodia da Pomerânia polonesa do pré-guerra, a fim de induzir os alemães étnicos a se juntarem às SS, particularmente os Totenkopfverbände.
O SS Wachsturmbann Eimann cometeu uma série de massacres na região entre Kartuzy e Wejherowo a partir de 13 de setembro de 1939. A maioria das pessoas assassinadas eram judeus. A SS Wachsturmbann Eimann foi dissolvida em janeiro de 1940, com seus membros sendo transferidos para a divisão Totenkopf.

### Comandantes
- SS-Sturmbannführer Kurt Eimann

### Formação de batalha
- Comando
- I. Esquadrão (cem homens)
- II. Esquadrão
- III. Esquadrão
- IV. Esquadrão
- Esquadrão de caminhões

Após a "reunificação de Danzig com o Reich alemão", o Wachsturmbann "Eimann" forneceu o estado-maior para o campo de concentração recém-criado Stutthof, perto de Danzig. O governo nazista também o empregou para "tarefas policiais especiais" no novo Reichsgau Danzig-Westpreussen, o que significa que foi usado para perseguir e aprisionar judeus poloneses.